# 大田英雄
大田 英雄（おおた ひでお、1934年（昭和9年）- 2005年（平成17年））は、日本の教師、平和運動家。神奈川県横須賀市生まれ。

## 略歴
沖縄戦で海軍陸戦隊を指揮した大田実海軍中将の長男として生まれる。11歳の時、広島県呉市で終戦を迎える。
軍国少年として育ち、父の影響から防衛大学校進学をめざした。ところが1952年に父の遺骨と対面した際、ピストルの穴の空いた頭蓋骨を見て軍人にむなしさを感じ、教師を志すようになる。
広島大学教育学部高校教育社会学科へ進学し、卒業後は社会科教師として広島県内各地の高校に赴任。反戦活動にも熱心に取り組み、原水爆禁止呉協議会事務局長、高教組呉地区支部平和教育推進部長、呉地区高校生「平和の集い」顧問、歴史教育者協議会会員などとして平和教育にたずさわる。
父が戦死した地・沖縄をたびたび訪問しており、1989年には『沖縄海軍部隊司令官とその息子の歩いた道』を出版している。
沖縄戦研究家の安仁屋政昭とは大学の同窓生。

## エピソード
- 父・実は沖縄戦末期、有名な「沖縄県民斯ク戦ヘリ」の電報を送った人物であり、反戦教師となった後も内心では「父が人情軍人のように言われることに悪い気はしなかった」という。自衛官の子供が多い呉市での平和教育も、「大田中将のご長男がされるなら」と自衛官家庭から多く支持されていた。[要出典]
- ところが1981年に沖縄へ渡った際、海軍司令部壕近くの残留地雷の爆発で幼稚園児の娘を失った女性と会い、「地雷を埋めたのは大田中将です」と言われて衝撃を受けた。著書では「心にビンタを受けた」と述懐している。[要出典]
- 弟の畯とはまったく別の道を歩いたことから、お互い呉に住んでいたころはよく口論をしていたという。一方で、自分と畯とを対比するように語られることを嫌い、「富士山に登るにはいくつも道がある。弟とは道は違うが目指すものは同じだ」とも語っていた。[要出典]
- 畯がペルシャ湾へ派遣される際、出港の5時間前に突然、旗艦であった掃海母艦はやせの司令官室を訪問した。畯が上官に「これがかつて有名な反戦教師です」と紹介して笑いを誘うと、「お前も平和が目的だろ。一人も殺さず帰って来い」と切り返した。[要出典]

- 弟 落合畯 、大田豊は海上自衛官。畯は湾岸戦争後の自衛隊ペルシャ湾派遣の際の指揮官を務めた。[要出典]
- 姉 板垣愛子 パーフェクト リバティー教団（PL教団）大本庁の教校長。[要出典]

## 著書
- 『父は沖縄で死んだ - 沖縄海軍部隊司令官とその息子の歩いた道』高文研、1989年。ISBN 978-4874981047